# Slag bij Clontarf
De Slag bij Clontarf vond plaats op Goede Vrijdag, 23 april 1014 in de omgeving van Dublin. De strijd ging tussen enerzijds het leger van Brian Boru, dat voornamelijk uit Ierse mannen uit Munster bestond, en anderzijds dat van Sigtrygg, de Vikingkoning van Dublin, en diens bondgenoten. De veldslag eindigde in het voordeel van de Ieren, maar Brian Boru sneuvelde in de strijd.

## Achtergrond
Sinds het einde van de 8e eeuw voerden Noorse en Deense Vikingen aanvallen uit op de kusten rondom Dublin. In de 9e eeuw begonnen ze op de kusten nederzettingen te bouwen die zich ontwikkelden tot de eerste steden in Ierland. Deze Ierse Vikingsteden Wexford, Waterford, Cork en Limerick begonnen vervolgens een bedreiging te vormen voor de Ierse clans. Tegen het midden van de 10e eeuw hadden de Vikingen het koninkrijk Dublin gesticht en een groot gedeelte van Ierland ingepalmd. Nadat hoge koning Máel Sechnaill mac Domnaill met Brian Boru een akkoord had gesloten om de gemeenschappelijke grens tussen hun grondgebieden te bepalen, respecteerde Boru die overeenkomst niet en onttroonde de hoge koning. Die machtsgreep zette verschillende Ierse clans aan tot revolte, en sommigen sloten zich aan bij de Vikingen om tegen Boru te vechten. Brian Boru zette een campagne op om de Vikingen en hun bondgenoten in Dublin te gaan bestrijden, en Sigtrygg ronselde van zijn kant huurlingen, zijn Ierse bondgenoten en eigen strijdmachten, en bondgenoten op de Orkney-eilanden en het Eiland Man.

## De veldslag
Hoewel het aantal manschappen in het Ierse leger van Brian Boru veel groter was, waren ze veel slechter bewapend dan de legers van de Vikingen. De legers confronteerden elkaar 's ochtends bij het huidige Clontarf. De veldslag vond plaats op de stranden, en kwam pas langzaam op gang. Eerst werden beledigingen over en weer geroepen, en gingen verschillende krijgers van beide zijden individueel met elkaar in gevecht. Geleidelijk aan echter kwamen de legers dichter tot elkaar en begon een ware veldslag. Aanvankelijk verliep die in het voordeel van de Vikingen, zoals verwacht. Brian Boru had echter ook enkele Vikinghuurlingen ingelijfd, en zij drongen door tot diep in de flanken van de tegenstanders. Ze joegen de Vikingbondgenoten uit Orkney op de vlucht, en hun leider Brodir raakte van zijn vluchtende manschappen gescheiden. Maar in het midden van het slagveld hielden de Vikingen van Dublin stand, en kregen de overhand. Een van hun leiders, Sigurd, had een standaard op het slagveld laten dragen, waarvan werd gezegd dat de legers die eronder streden zouden zegevieren, maar ook dat de drager van de standaard zou sneuvelen. Ierse krijgers drongen door de rangen van de Vikingen heen en doodden de standaarddrager. Daarna durfde niemand de standaard weer opnemen, dus nam Sigurd ze op, en hij werd kort nadien gedood. Nu de Vikingen een van hun leiders kwijt waren, keerden de kansen. Velen begonnen te vluchten naar de boten; maar doordat de legers al vechtende waren opgeschoven, was de afstand tot de schepen groot geworden en velen verdronken in hun poging om te vluchten. Anderen trokken zich terug richting Dublin, waar nog een achterhoede van Vikingen wachtte. De legers van Máel Sechnaill mac Domnaill, die tot nog toe niet aan de strijd hadden deelgenomen, sneden de terugkerende Vikingen echter de pas af en doodden alle Vikinghoofdmannen. De strijd keerde in het voordeel van Brian Boru. Die was in de buurt van het slagveld in een tent aan het bidden, toen hij werd opgemerkt door Brodir van Orkney en enkele van zijn manschappen. Ze vielen Boru aan en doodden hem, voordat ze zelf werden overmeesterd en opgehangen door de mannen van Boru.

## Na de veldslag
Na de slag ontstond aan beide zijden een machtsvacuüm. Door de vele doden waren de lijnen van opvolging van het leiderschap onduidelijk geworden, en velen begonnen onderling te strijden om de macht. Maar een belangrijk resultaat was dat de Vikingen hun aanspraak op Ierland opgaven, en zich voortaan meer richtten op Engeland en Schotland. Máel Sechnaill mac Domnaill werd voor enkele jaren hoge koning van Ierland, hoewel de macht bij die titel pas ten volle terugkeerde omstreeks 1050, toen Brian Boru's kleinzoon Toirdelbach Ua Briain hoge koning werd.

## Historische werkelijkheid
Dit verhaal blijkt, na onderzoek, niet echt historisch accuraat te zijn: Brian Boru was toen al op een leeftijd gekomen waarin hij deze heroïsche strijd lichamelijk niet meer nog kon aangaan. Maar elke saga heeft toch een bron van waarheid en deze ligt in het feit dat hij wel degelijk in zijn tent van het leven werd beroofd. "En de Battle of Clontarf had niets te maken met het bevrijden van Ierland. Het was een handelsoorlog. Brian Boru werd in de 19e eeuw herschreven als een nationalist, maar dat is allemaal flauwekul - er vochten zelfs Noormannen Vikingen mee aan zijn zijde." zegt Jack Burtchaell, historicus en gids in Waterford.

## Bron
https://www.ireland.com/nl-nl/wat-is-er-beschikbaar/orientatiepunten-historische-gebouwen/historisch-ierland/artikelen/ierland-van-de-vikingen/